# Ангельберт (епископ Реймса)
Ангельберт (Ангильберт; лат. Angelbertus; умер в 645) — епископ Реймса (643—645).

## Биография
Основным историческим источником о жизни Ангельберта является «История Реймсской церкви» Флодоарда.
В 643 году Ангельберт был избран главой Реймсской епархии, став здесь преемником скончавшегося епископа Леудегизила. О его епископстве известно очень мало. В средневековых хрониках упоминается только о том, что Ангельберт приумножил богатства своей епархии. Обратившись с жалобой к королю Австразии Сигиберту III, он отстоял в споре с епископом Клермона Галлом II право на получение доходов с некоторых земель к югу от реки Луары. Однако достоверность этих сведений подвергается сомнению из-за несоответствия времён епископства Ангельберта и Галла.
Епископ Ангельберт скончался в 645 году. Его преемником на кафедре Реймса стал Ландон.